# Miho Kawabe
Miho Kawabe (Ibaraki, 2 de julho de 1974) é uma ex-nadadora sincronizada japonesa, medalhista olímpica por cinco oportunidades.

## Carreira
Miho Kawabe representou seu país nos Jogos Olímpicos de 1996, ganhando a medalha de bronze por equipes. 